# نبتة سانت جون
نبتة سانت جون ، والمعروفة باسم نبتة سانت جون غير المثقوبة ،  :340 أو القديس يوحناسورت المرقط ، هو نوع من النباتات العشبية المعمرة المزهرة من فصيلة عرنية . موطنه الأصلي أوروبا وغرب آسيا حيث ينمو في المروج الرطبة.

## وصف
نبتة سانت جون هو نبات عشبي معمر عديم الشعر يصل طوله إلى حوالي 60 عامًا سم. الجذع مربع المقطع العرضي، لكن بدون الأجنحة الموضحة في H. ذوات الاربع. الأوراق بسيطة وكاملة (غير مقسمة) وفي أزواج متقابلة، بدون شروط ولها غدد شفافة قليلة أو معدومة. قد تكون هناك نقاط سوداء على الأوراق والبتلات والكأس.  الزهور صفراء ويصل قطرها إلى حوالي 25 ملم. يتم تهجين هذا النوع مع مثقب لإنتاج نبتة سانت جون برك، 

## الاستخدامات
ويعتبر نباتًا طبيًا. وقد تم استخدام عشبة سانت جون في الطب النمساوي التقليدي داخليًا كمستخلص شاي أو زيت، وخارجيًا كمستخلص زيت أو مرهم أو نقع بارد في الإيثانول لعلاج اضطرابات الجلد، والجهاز الحركي، والجهاز العصبي، والجهاز الهضمي، والجهاز التنفسي، الكلى والمسالك البولية، ونظام القلب والأوعية الدموية، والالتهابات، والروماتيزم والنقرس.
1. 1 2  Stace، C. A. (2010). New Flora of the British Isles (ط. Third). Cambridge, U.K.: Cambridge University Press. ISBN:9780521707725.
2. ↑  Stace، C. A. (2010). New Flora of the British Isles (ط. Third). Cambridge, U.K.: Cambridge University Press. ISBN:9780521707725.Stace, C. A. (2010). New Flora of the British Isles (Third ed.). Cambridge, U.K.: Cambridge University Press. ISBN 9780521707725.
3. ↑  Băcilă, I., et al. (2010). Micropropagation of Hypericum maculatum Cranz an important medicinal plant. Rom Biotechnol Lett 15 86-91. نسخة محفوظة 2023-06-01 على موقع واي باك مشين.